# كريستوفر أدلر (كاتب أغاني)
كريستوفر أدلر (بالإنجليزية: Christopher Adler)‏ هو كاتب أغاني أمريكي، ولد في 17 يناير 1954 في نيويورك في الولايات المتحدة، وتوفي في 30 نوفمبر 1984.

## وصلات خارجية
- كريستوفر أدلر على موقع قاعدة بيانات برودواي على الإنترنت (الإنجليزية)